# Luci lontane (film 1987)
Luci lontane è un film di fantascienza del 1987 diretto da Aurelio Chiesa, tratto dal romanzo Venivano dalle stelle di Giuseppe Pederiali.
Il film è stato girato interamente a Cesena. La colonna sonora è stata composta da Angelo Branduardi. 

## Trama
Bernardo, vedovo da pochi giorni, deve prendersi cura del figlio di dieci anni da solo con il solo aiuto della suocera. L'uomo vive in un imprecisato paese della Romagna. Un giorno il piccolo figlio di Bernardo confessa al padre di aver rivisto la madre Silvia e gli mostra la catenina che portava al collo quando fu sepolta dicendo che è stata lei a dargliela. L'uomo non gli dà credito, ma un giorno anche lui incontra la sua defunta moglie e, incredulo,  fa aprire la bara della moglie trovandola vuota. Nel frattempo in paese sono in molti a sostenere di aver recentemente rivisto persone morte di loro conoscenza.
Un giorno Renata, la maestra del figlio di Bernardo, convoca l'uomo con urgenza a casa sua. Giunto a casa di lei, Bernardo scorge la moglie seduta al tavolo. Renata e Bernardo sono increduli, in quanto la moglie Silvia sembra essere tornata in vita. Bernardo però non riconosce la moglie nel carattere, infatti la donna sembra mostrare atteggiamenti e personalità dissimili da quelli che deteneva in vita.
Mentre i tre discutono sul da farsi, la polizia irrompe in casa di Renata e, prendendo una decisione d'impulso, i tre decidono di fuggire su suggerimento di Silvia che teme di essere presa in custodia dall'ispettore di polizia; durante l'inseguimento però, l'automobile di Renata ha un incidente stradale con un autocarro e gli unici superstiti sono Bernardo e Renata che rimane in coma per molto tempo. La donna per fortuna si ristabilisce e Bernardo l'accompagna nella sua casa: qui Renata si concede sessualmente a Bernardo facendogli capire di avere attrazione per lui. Dopo l'amplesso tuttavia Bernardo casualmente vede Renata inoltrarsi in una luce blu abbagliante, rimanendo spaventato. Ancora sotto shock, Bernardo chiede a Renata che cosa era quella luce e perché vi sia entrata. Renata spiega di non essere lei, ma una "entità" che ne ha preso il corpo e che prima dell'incidente era all'interno del corpo di Silvia; a causa dei danni riportati dall'impatto non era più possibile ripararne le ferite e i traumi, mentre quelli del corpo di Renata erano minori, quindi l'entità si è trasferita in questo nuovo corpo.
La luce che soggiorna all'interno del corpo di Renata spiega a Bernardo che esiste un mondo popolato di altre luci e che, ognuna di loro, attende di poter accedere ai corpi dei deceduti per poterne prendere il posto permanendo quindi sulla Terra. La luce spiega che ciò è dovuto al fatto che per qualsiasi persona vivente, un cadavere diventa uno scarto, mentre per loro diventa utile dato che hanno la possibilità di poterlo recuperare subentrandone come secondi proprietari.
Bernardo decide di non rivelare a nessuno quanto gli è stato raccontato da Renata e decide di convivere comunque con lei, insegnandole le abitudini degli esseri viventi; altri casi, però, di persone che si risvegliano dal decesso si verificano nella cittadina e sia il dottor Montanari, sindaco del paese, che l'ispettore di polizia chiedono l'aiuto di Bernardo di cui sospettano conosca dettagli maggiori sui fatti accaduti. In attesa di trovare una soluzione, le persone risvegliate dal decesso, vengono tutte rinchiuse in una grande cascina dove la notte seguente un forte bagliore blu riprende le luci che avevano preso possesso dei corpi, lasciandoli quindi esanimi sul pavimento. Bernardo, essendo stato avvertito dal dottor Montanari che Renata è incinta teme che la stessa sorte possa essere capitata anche alla luce che la rende in vita e saputo che è in ospedale, si precipita per sapere delle sue condizioni, ma quando giunge sul posto è tardi: la luce ha lasciato il corpo di Renata non prima però di aver partorito una bambina.
Alcuni giorni dopo Bernardo assiste alla morte di Giulia, la figlia del dottor Montanari. Il medico, avendo intuito che Bernardo nasconde il segreto della possibilità di una seconda vita, lo convoca la sera stessa per chiedergli di far tornare le luci in modo tale che una di loro possa entrare nel corpo di Giulia e ridarle la vita, anche se consapevole di rivederla sotto altra identità; Bernardo però, rivela al dottor Montanari che le luci sono andate via per sempre e non torneranno.
Un colpo di scena però dimostra che le luci potrebbero essere tornate: un vagabondo si comporta nello stesso modo in cui ne venne trovato uno simile inizialmente privo di vita, ma poi visto vivo e vegeto dallo stesso Bernardo. A questo punto Bernardo, in preda a un presentimento, corre a casa e trova una ragazza che tiene in braccio la figlioletta con un atteggiamento familiare; Maria, la madre di Silvia, spiega che la donna è Paola, la figlia di un benzinaio che si è offerta di accudire la neonata e che in precedenza era stata in punto di morte; Bernardo a questo punto capisce che Paola non è altri che la luce che aveva soggiornato nei corpi di Silvia e Renata, tornata con il proposito di rimanergli accanto.

## Accoglienza

### Critica
(Fantafilm)
(Il Mereghetti)